# Fountain Run
Fountain Run – miasto w Stanach Zjednoczonych, w stanie Kentucky, w hrabstwie Monroe.